# William Cobbett

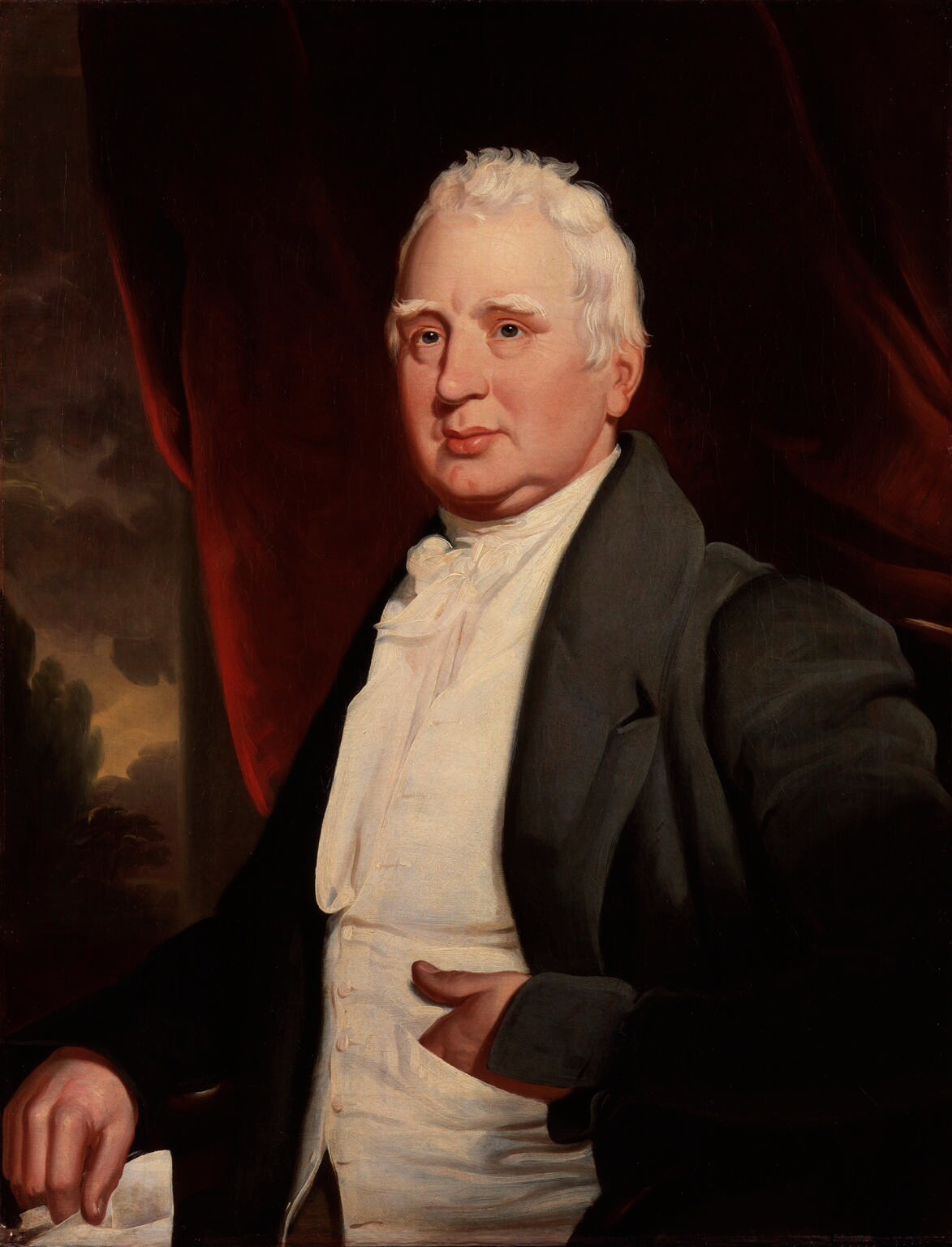
William Cobbett (1763–1835), Porträt in Öl, möglicherweise von George Cooke um 1831, National Portrait Gallery, London

William Cobbett (* 9. März 1763 in Farnham, Surrey, England; † 18. Juni 1835 in Normandy, Surrey, England) war ein englischer Schriftsteller, Journalist, Verleger und radikaler, d. h. linksliberaler Politiker. Er war Herausgeber der Wochenzeitung Political Register und hatte von 1832 an bis zu seinem Tod einen Sitz im House of Commons. Als Schriftsteller veröffentlichte er unter dem Pseudonym Peter Porcupine.

## Leben
William Cobbett wurde am 9. März 1763 als Sohn eines Gastwirts in Farnham, Surrey in Südengland geboren. Er hatte drei Brüder. Cobbett wurde von seinem Vater in Lesen und Schreiben unterrichtet und wurde mit sechzehn Jahren zu einem Pastor in der Nachbarschaft zum Arbeiten geschickt. Bei ihm hatte Cobbett Zugang zu einer Bibliothek und vertiefte in dieser Zeit sein literarischen Fähigkeiten. 1783 ging er nach London, wo er als Büroangestellter seinen Lebensunterhalt verdiente.

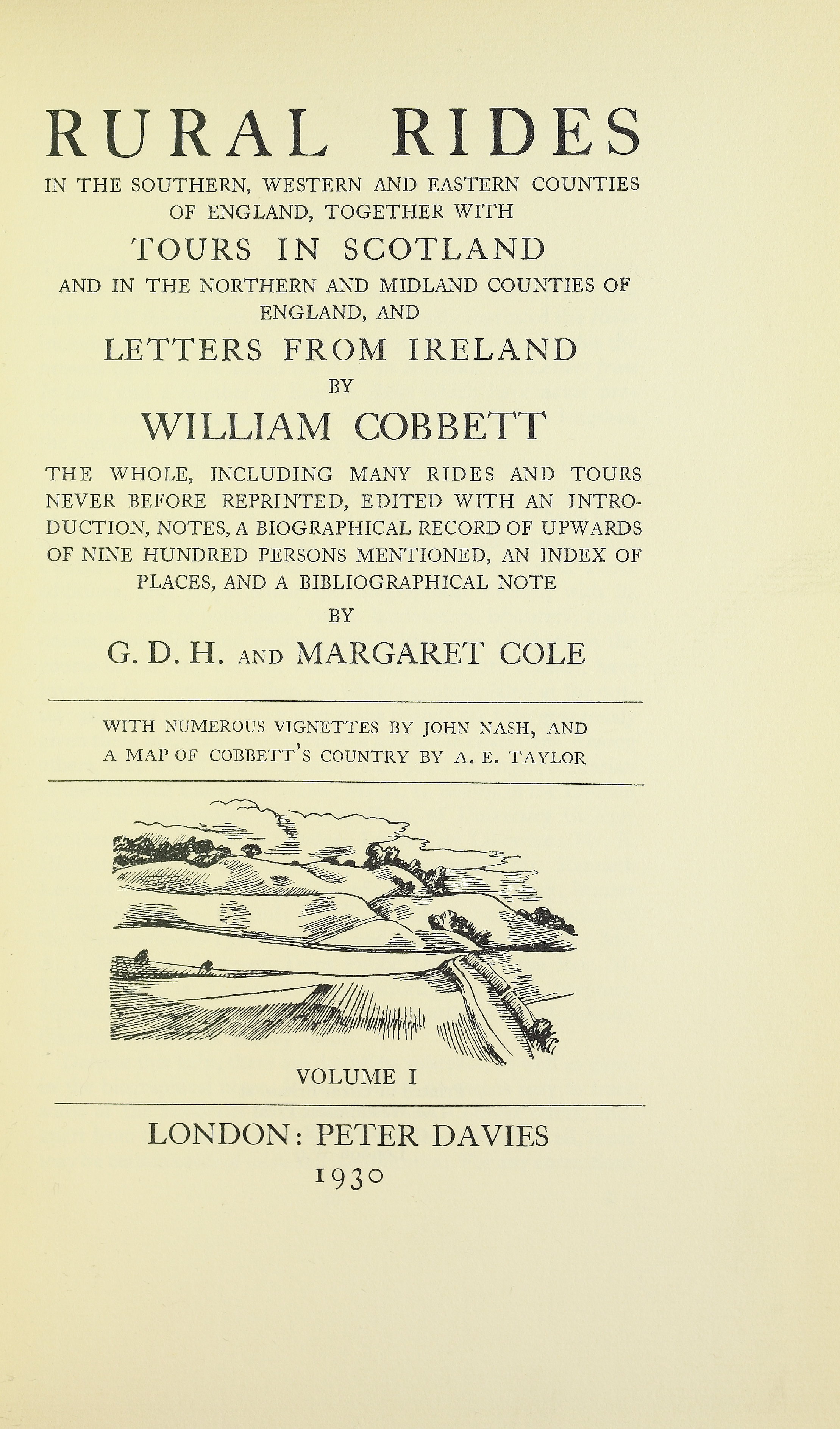
Rural rides in the southern, western and eastern counties of England, 1930

1784 meldete er sich zur britischen Armee, in der er später zum Corporal (Unteroffizier) aufstieg. Im März 1785 wurde Cobbett nach Halifax in die Provinz Nova Scotia geschickt, um im 54. Regiment der britischen Armee seinen Dienst zu tun. Während seiner Zeit beim Militär studierte er neben Französisch die Englische Sprache eingehend und legte damit den Grundstein für seine spätere Zeit als Journalist und Schriftsteller.
In der Armee machte Cobbett auch die Erfahrung von Korruption. Er prangerte die Veruntreuung von Geldern der Regimentskasse an, geriet aber selbst als Aufrührer unter Druck. Anstatt sich einer gerichtlichen Auseinandersetzung zu stellen und seine Vorwürfe zu belegen, floh er im März 1792 mit seiner kurz zuvor geheirateten Frau, Ann Reid, nach Frankreich. Sieben Monate später gingen beide im August 1792 in die Vereinigten Staaten.

### Vereinigte Staaten von Amerika (1792–1799)
Sie siedelten in Philadelphia und Cobbett bestritt sein Einkommen als freiberuflicher Lehrer in Englisch für französische Einwanderer. Als das Königreich Großbritannien 1792 in den Koalitionskriegen Frankreich den Krieg erklärte und selbst britische Einwanderer wie Thomas Paine (1737–1809) und Joseph Priestley (1733–1804) sich gegen ihr Land wandten, geriet Cobbett außer sich und schrieb eine konfrontativ beschimpfende Streitschrift mit dem Titel „Observations on Dr. Priestley's Emigration“, welche die Öffentlichkeit in Aufregung versetzte. Erfreut über die Reaktion, verfasste er weitere Schmähschriften gegen Unterstützer der französischen Linie und deren Revolution. Eine verleumderische und teilweise beleidigende Schrift über das Leben des Thomas Paine brachte ihm schließlich von einem seiner „Opfer“ den Spitznamen Porcupine (‚Stachelschwein‘) ein. Erfreut über diese Art der Anerkennung nutzte er den Spitznamen und schrieb fortan unter dem Pseudonym Peter Porcupine.
Gewollt oder nicht, durch seine Schriften wurde er zu einem nicht offiziellen Propagandisten der britischen Regierung und dies so sehr, dass ihm sogar Geld von Repräsentanten der Regierung angeboten wurde, welches er aber ablehnte. Die Öffentlichkeit ließ Cobbett mit seiner extremen Art unbehelligt wirken. Er war aber nicht sehr beliebt. Wer zu diesen Zeiten in Amerika ein großes Bild von Georg III. ins Fenster hängte, konnte von der Öffentlichkeit auch nicht viel erwarten.
1799 kam Cobbett durch eine tätliche Auseinandersetzung und die Zahlung von 5000 US-Dollar Strafe in Schwierigkeiten und ging schließlich im Jahr 1800 zurück nach England.

### England (1800–1816)
Nachdem er sich durch seine Schriften in England Freunde gemacht hatte, bekam er von William Windham ein Angebot als Chefredakteur des regierungsamtlichen Journals, das er aber, um unabhängig zu bleiben, ablehnte.
Mit finanzieller Unterstützung von Windham, mit dem ihn eine Freundschaft verband, gab Cobbett ab 1802 den Political Register heraus, eine wöchentlich erscheinende radikale Zeitung, in der er anfänglich die Tories, die Vorgängerpartei der Conservative Party, meinungsmäßig unterstützte, dann aber zunehmend rechtslastiger und radikaler wurde. Er attackierte zum Beispiel aufs schärfste den Friedensvertrag von Amiens, der am 27. März 1802 zwischen Frankreich und dem englischen Inselreich geschlossen wurde. So war in der Jenaer Allgemeine Literatur-Zeitung Band 1, No.71 vom März 1803 zu lesen: „Er zeigt sich hier als eifrigster Gegner des Amiensischen Friedens und will Krieg auf Leben und Tod mit Frankreich“.
1806 setzte sich Cobbett aktiv für eine Parlamentsreform ein, von der er sich versprach, selbst einen Sitz im Unterhaus zu bekommen. Cobbett trat mehrfach zu den Parlamentswahlen an. Ein Erfolg blieb ihm aber verwehrt. Ein Artikel über Auspeitschungen britischer Soldaten durch Angehörige der King’s German Legion, die nach Auflösung des Heeres des Kurfürstentums Hannover nach England gegangen waren und der britischen Krone dienten, brachten Cobbett 1810 schließlich zwei Jahre Gefängnis im berüchtigten Newgate Prison in London ein. Er vertrieb seine Zeit dort mit Schreiben. Als er aus dem Gefängnis entlassen wurde, war er finanziell ruiniert, verkaufte seine Farm und die Parliamentary Debates, eine in seinem Besitz befindliche Zeitung.
Die Probleme der Arbeiterklasse in England voraussehend, widmete sich Cobbett der Frage, wie Aufstände verhindert und die Unzufriedenheit in politische Macht umgewandelt werden könne. Im November 1816 schrieb er an die Arbeiter, nicht ihre Kraft in Aufstände zu verschwenden, sondern sich für eine Parlamentsreform einzusetzen. Um breite Massen mit seinen Botschaften erreichen zu können, setzte er den Preis des Political Register von zehn Penny auf zwei Penny herunter. In nur wenigen Wochen wurde er mit einer sprunghaft gestiegenen Auflage von 40.000 Exemplaren zum Sprachrohr der Arbeiterklasse in England. Eine unbedeutende Demonstration gab den herrschenden Lords schließlich den Grund, wiederholt gegen ihn vorzugehen. Er entzog sich dem Arrest wegen Aufwiegelung durch Flucht in die Vereinigten Staaten.

### Vereinigte Staaten von Amerika (1817–1819)
In den Staaten lebt er für 2½ Jahre in North Hempstead, New York und schickte seine Artikel für seine Zeitung regelmäßig per Brief nach London. Ironischerweise gab ihm das Land, welches er Jahre zuvor so bitter beschimpft hatte, Zuflucht und die Freiheit, seine Meinung weiterhin frei äußern zu können.

### England (1819–1835)

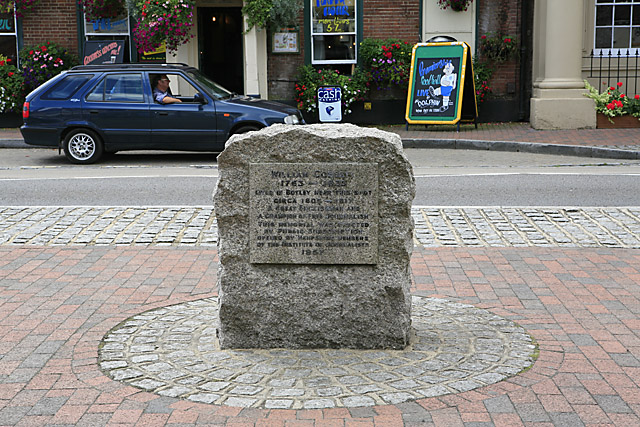
Denkmal für Cobbett in Botley, Hampshire

1819 ging er wieder zurück nach England. Vor seiner Abreise grub er die Gebeine von Thomas Paine aus und stahl sie, um sie nach England zu bringen.
In England zurück, nutzte er die politischen Wirren nach dem Tod von König George III. und wurde mit seiner Wochenzeitung mehr und mehr zum Sprachrohr der Arbeiterbewegung in England. Auch setzte er sich weiterhin lautstark für die Parlamentsreform ein. Er kaufte sich eine kleine Farm und verfasste dort neben den Artikeln für seine Zeitung einige seiner Bücher. Mit dem Reform Act 1832 und der damit verbundenen Parlamentsreform beschloss er wieder für das House of Commons zu kandidieren. 1832 gewann er den Sitz für Oldham. Er hielt ihn bis zu seinem Tod.
William Cobbett starb am 18. Juni 1835 auf seiner Farm in Normandy. Mit seinem Tod wurde seine Zeitung Political Register eingestellt.

## Werke
- The Soldier’s Friend, 1792.
- Observations on the Emigration of Dr. Priestley, 1794.
- A Bone to Gnaw for the Democrats, Part 1, 1795.
- A Little Plain English, 1795.
- A New Year’s Gift for the Democrats, 1796.
- The Life of Thomas Paine, 1796.
- A Letter to the Infamous Thomas Paine, 1797.
- An Address to the People of England, 1800.
- Porcupine Work’s, 1801.
- Articles on war, the Treaty of Amiens and Napoleon, 1802–1803.
- Letters to Rt. Hon William Pitt, 1804–1806.
- Selected articles from the series Perish Commerce, 1807–1808.
- Articles on Parliamentary Reform, 1809.
- Articles on the flogging of soldiers at Ely, 1809.
- Cobbett’s trial for seditious libel, 1810.
- Cobbett’s first article, from jail, 1810.
- The English Grammar, published by William Cobbett, London, 1810.
- Paper Against Gold, or The History and Mystery of the Bank of England, W. Molineux, London, 1817.
- A History of the Protestant “Reformation” in England and Ireland, Charles Clement, London, 1824.
- Cottage Economy, Published by William Cobbett, London, 1826.
- Advice to Young Men, Essay, published by William Cobbett, London, 1829.
- Rural Rides in the Counties of …, A. Cobbett, London, 1830.